# Patensie
Patensie is een plaats in de Zuid-Afrikaanse provincie Oost-Kaap.
Patensie telt ongeveer 5300 inwoners.

## Subplaatsen
Het nationaal instituut voor de statistiek, Stats SA, deelt sinds de census 2011 deze hoofdplaats in in 2 zogenaamde subplaatsen (sub place):
Noorshoek • Patensie SP.